# 컨피던스맨 KR
컨피던스맨 KR(The Confidence Man KR)은 2025년 9월 6일부터 방송 예정인 TV조선 토일 드라마다.

## 기획 의도
각기 다른 사연을 지닌 세 명의 사기꾼들이 한 팀을 이뤄 이 시대의 악당들을 향한 복수에 나서는 종횡무진 사기극

## 등장 인물

### 주요 인물
- 박민영 : 윤이랑 역
- 주종혁 : 제임스 역
- 박희순 : 명구호 역

### 주변 인물
- 현봉식

### 특별 출연
- 송지효
- 로운